# Arnulphe d'Aumont
Arnulphe d'Aumont, también deletreado Daumont (Grenoble, 1721-Valence, 18 de agosto de 1800), fue un médico y escritor francés.

## Biografía
Tras recibir su doctorado en 1744, se convirtió en profesor real de la Universidad de Valence. Ese mismo año, publicó Relation des fêtes publiques données par l'université de Montpellier, à l'occasion du rétablissement de la santé du roi, procuré par trois médecins de cette école.
En 1762, publicó Mémoire sur une nouvelle manière d'administrer le mercure dans les maladies vénériennes et autres.
Asimismo, escribió cerca de 200 artículos sobre medicina para la Encyclopédie.